# Sabina Rogie
Sabina Rogie es una deportista checa que compitió en esquí alpino adaptado. Ganó cinco medallas en los Juegos Paralímpicos de Invierno en los años 1998 y 2002.

## Palmarés internacional
| Juegos Paralímpicos | Juegos Paralímpicos        | Juegos Paralímpicos | Juegos Paralímpicos  |
| Año                 | Lugar                      | Medalla             | Prueba               |
| ------------------- | -------------------------- | ------------------- | -------------------- |
| 1998                | Nagano (Japón)             | Medalla de plata    | Eslalon B1,3         |
| 1998                | Nagano (Japón)             | Medalla de plata    | Eslalon gigante B1,3 |
| 1998                | Nagano (Japón)             | Medalla de bronce   | Supergigante B1,3    |
| 2002                | Salt Lake (Estados Unidos) | Medalla de bronce   | Eslalon B2-3         |
| 2002                | Salt Lake (Estados Unidos) | Medalla de bronce   | Eslalon gigante B2-3 |